# ASKÖ Linz-Steg
L'ASKÖ Linz-Steg è una società pallavolistica femminile austriaca con sede a Linz: milita nel campionato di Austrian Volley League Women.

## Storia
L'ASKÖ Linz-Steg viene fondato nel 1972. Il primo successo della società risale alla stagione 2007-08 con la vittoria della Coppa d'Austria, a cui seguono altri due successi quasi consecutivamente nella stessa competizione.
Nella stagione 2018-19, oltre a conquistare per la quarta volta la coppa nazionale, si aggiudica per la prima volta lo scudetto: si susseguono altri quattro trionfi di fila in entrambe le competizioni. Nella stagione 2022-23 risulta vincitrice della prima edizione della Supercoppa austriaca.

## Rosa 2022-2023
| N° | Nome                   | Ruolo | Data di nascita   | Nazionalità sportiva |
| -- | ---------------------- | ----- | ----------------- | -------------------- |
| 3  | Carmen Raab            | S     | 19 maggio 2006    | Austria              |
| 4  | Silvie Pavlová         | C     | 20 maggio 1997    | Rep. Ceca            |
| 5  | Sophie-Marie Maass     | C     | 25 aprile 1998    | Austria              |
| 6  | Fabienne Mehlem        | O     | 6 luglio 2003     | Austria              |
| 7  | Brooke Botkin          | S     | 2 settembre 1998  | Stati Uniti          |
| 8  | Lisa-Marie Hager       | L     | 10 dicembre 1996  | Austria              |
| 9  | Bojana Ubiparip        | C     | 24 luglio 2002    | Austria              |
| 10 | Tatiana Vera           | P     | 26 marzo 1993     | Argentina            |
| 11 | Emma Hohenauer         | S     | 22 settembre 2005 | Austria              |
| 14 | Martina Serramalera    | P     | 5 febbraio 2002   | Argentina            |
| 15 | Harlee Kekauoha        | O     | 2 maggio 1997     | Stati Uniti          |
| 16 | Magdalena Schmolmüller | L     | 14 giugno 2006    | Austria              |
| 17 | Saskia Trathnigg       | S     | 21 settembre 2001 | Austria              |

## Palmarès
- Campionato austriaco: 5

2018-19, 2019-20, 2020-21, 2021-22, 2022-23
- Coppa d'Austria: 7

2007-08, 2008-09, 2010-11, 2018-19, 2019-20, 2020-21, 2022-23
- Supercoppa austriaca: 1

2022